# Гарун Богра-хан II
Гарун Богра-хан II (д/н — 1102) — 6-й каган Східнокараханідського ханства у 1075—1102 роках. Відомий також як Гасан і Зарун Абу Алі. Повне ім'я Насир аль-Хакк Гарун ібн Сулейман. Останній час розквіту держави.

## Життєпис
Походив з гасанідської гілки династії Караханідів. Онук богра-хана Гаруна. Син Сулейман Кадир-хана, правителя Узгена і Фергани. При народженні отримав ім'я Гасан. 1038 року після смерті батька успадкував Узген, але надалі втратив його, зберігши з володінь лише Ходжент.
Надалі намагався відновити свою владу у Фергані, але марно. Зрештою втік до західнокараханідського ханства. Сподівався отримати допомогу від Ібрагіма ібн Насра, володар останнього, проте той 1068 року уклав мирну угоду з Махмуд Тогрул-Караханом, каганом Східнокараханідського ханства. Згодом Гасан з Ходженту вдерся до Ферганської долини, де почав війну проти Махмуда. Втім лише у 1075 році, скориставшись складнощами Умара, нового кагана, зумів заволодіти ханством.
Багато зробив для відновлення військової потуги. Економіка держави знову опинилася на піднесенні. 1080 року прийняв в себе родича — філолога Махмуда аль-Кашгарі (онука Мухаммад Богра-хана). 1081 року відправив посольство до сунського імператора Чжао Сюя, яким підтверджено політичний союз та зміцнено торговельні відносини. 
1089 року стикнувся із вторгненням Малік-шаха, султана Сельджукидів, який захопив Фергану. В результаті Гарун Богра-хан II вимушений був визнати зверхність останнього. Але вже на початку 1090-х років після смерті Малік-шаха з огляду на внутрішню боротьбу між Сельджуидами, скинув залежність.
Активно підтримував учених, поетів, освіту загалом, що уславило його двір в Кашгарі. Помер 1102 року. Владу захопив родич Джабраїл Кадир-хан.